# Dendrobium tetragonum
Dendrobium tetragonum är en orkidéart som beskrevs av Allan Cunningham och John Lindley. Dendrobium tetragonum ingår i släktet Dendrobium, och familjen orkidéer.

## Underarter
Arten delas in i följande underarter:
- D. t. cacatua
- D. t. giganteum
- D. t. melaleucaphilum
- D. t. tetragonum

## Bildgalleri

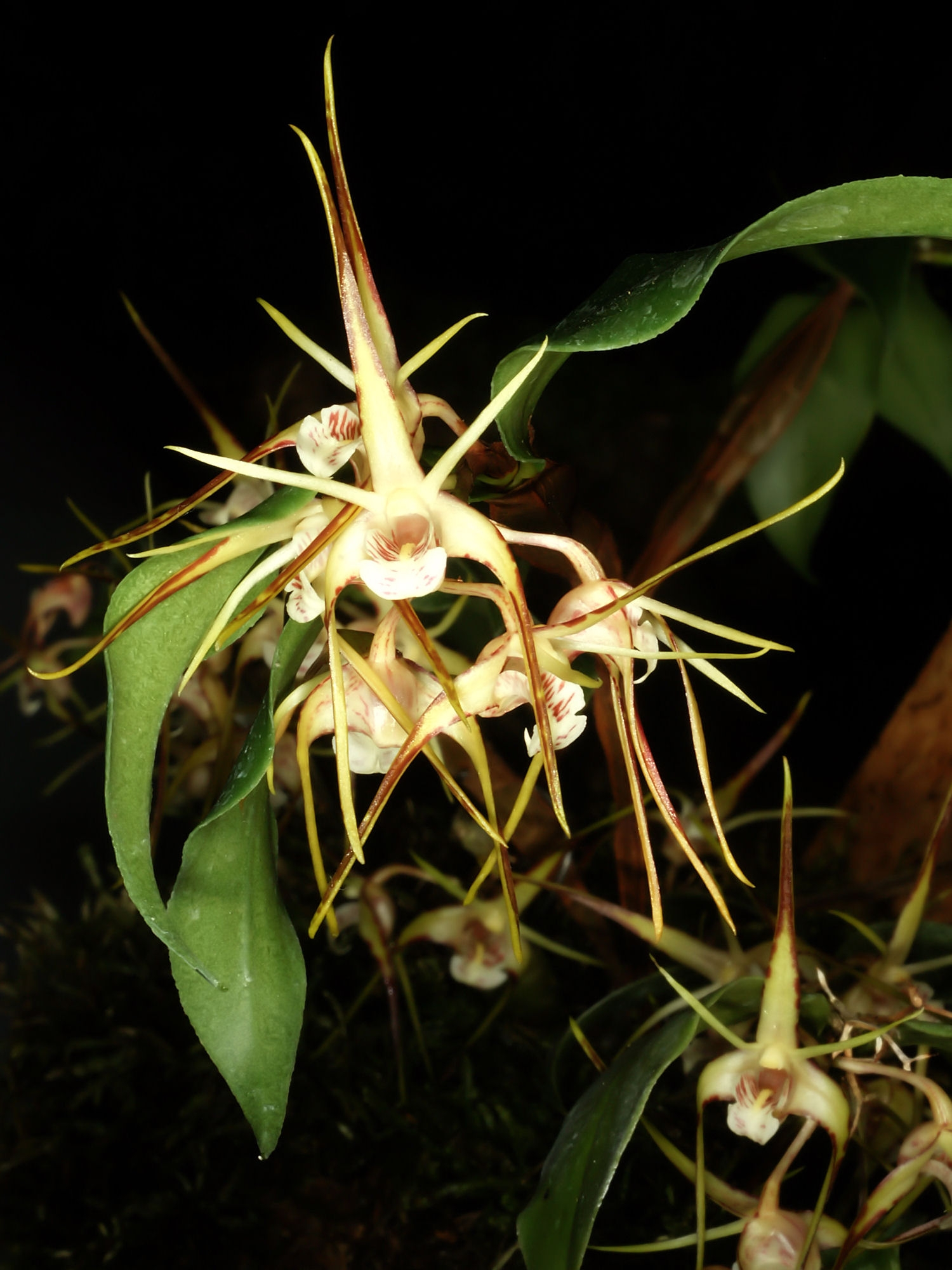
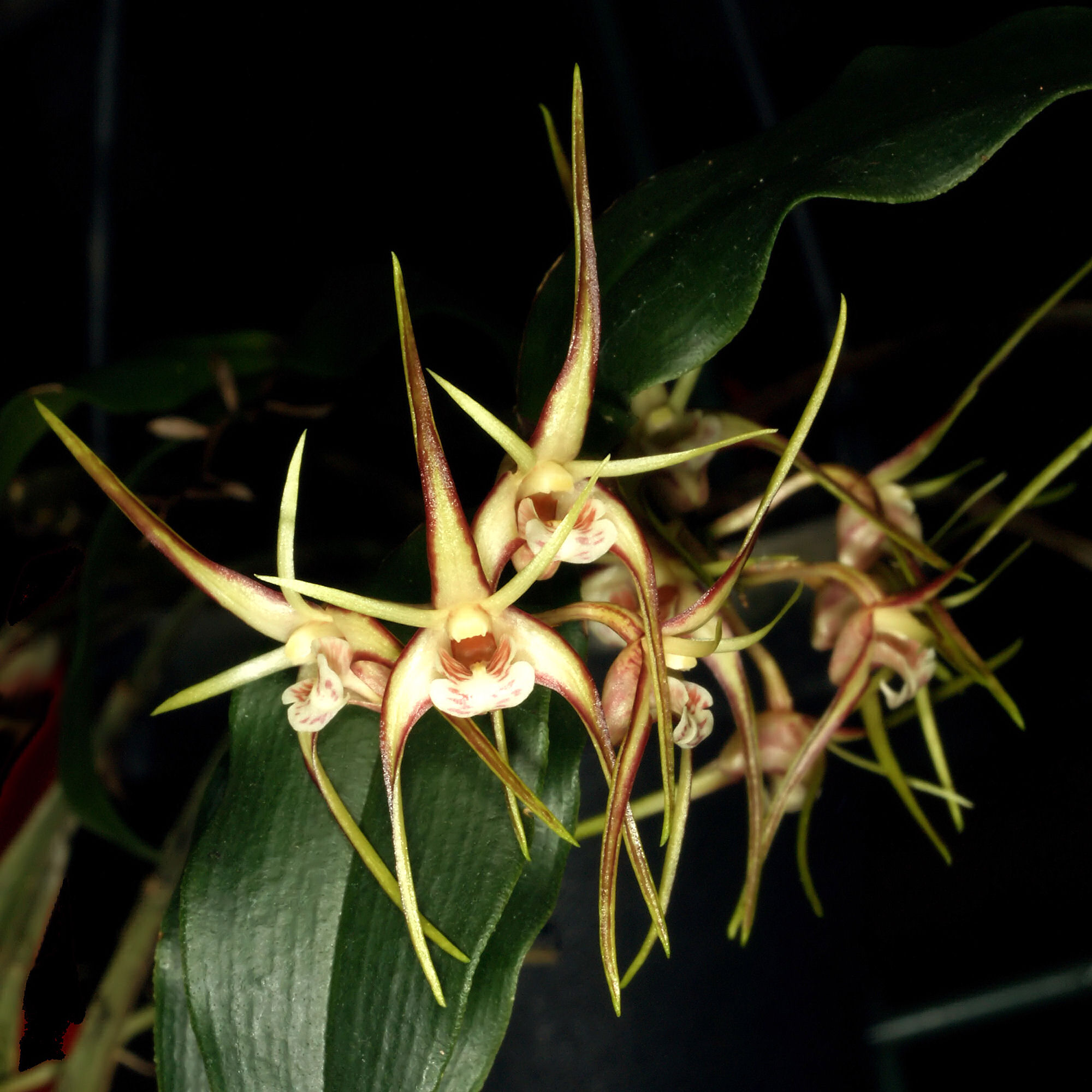
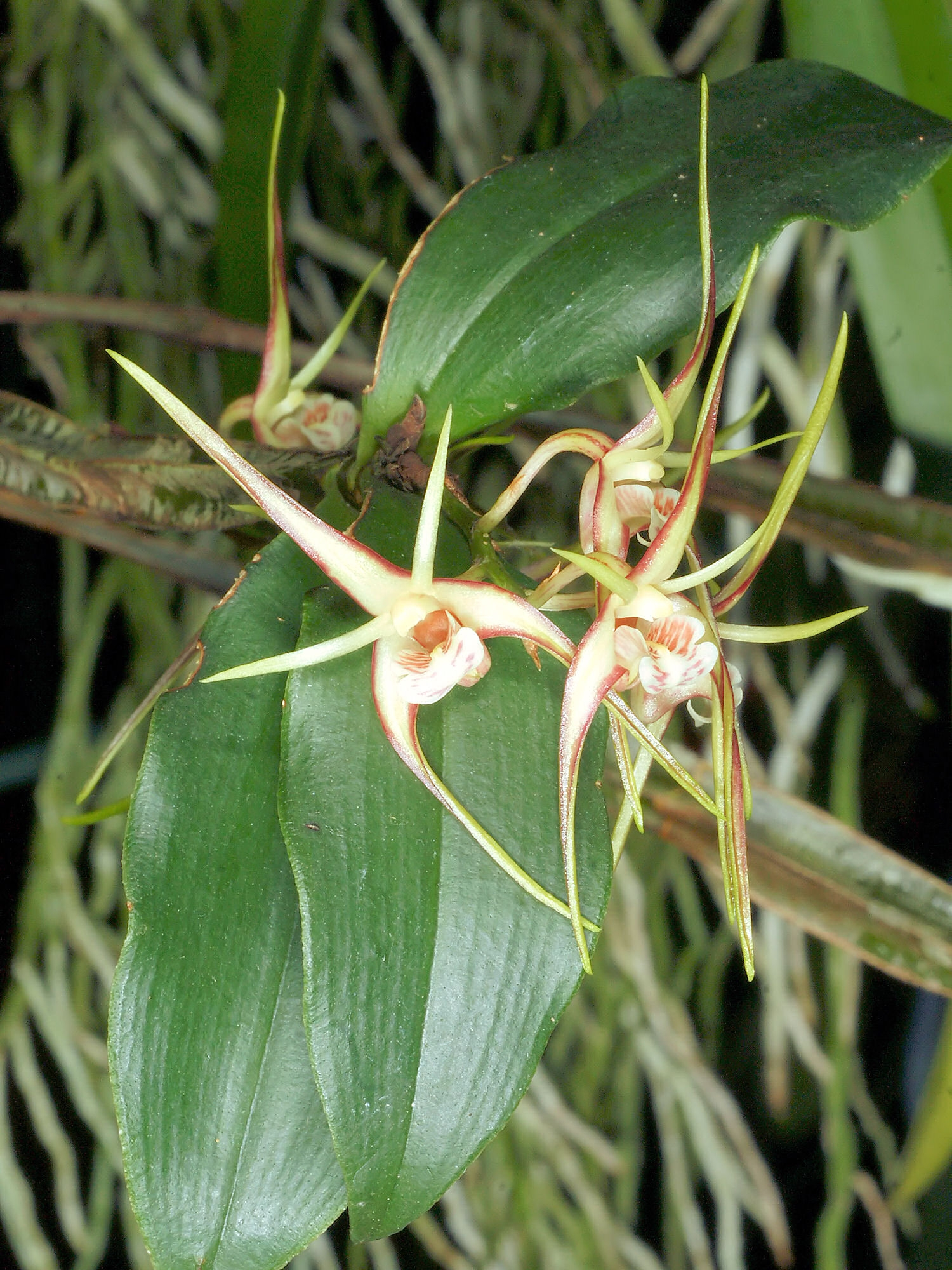